# Улус Орда-Іхена
Улус Орда-Іхена — улус Білої Орди, що існував у 1227—1378 роках.

## Історія
Невдовзі після знищення Кипчацького каганату у 1219 році його основні землі з місто Сигнак Чингисхан передав в якості улуса своєму синові Джучі. У 1227 року після смерті Джучі його спадкоємцями улуса Джучі стали сини, передусім старший — Орда Іхен. що розділив його з братами Шибаном і Бату. Кордон між улус Орда-Іхена і першим улусом Бату пройшов по річці Сирдар'я. Орда-Іхен отримав північну частину. Втім до початку 1230-х років кипкаки чинили спротив в області біля річок Яїк і Волга.
1242 року після завершення західного походу загарбані володіння за традицією кочівників розділено на західне (праве) та східне (ліве) крила. Перше отримав Бату, друге (більш важливе) — Орда-Іхен. Кордон йшов біля річки Яїк. Формально останній мав першість перед Бату, оскільки панував в східному крилі (в подальшому відомому як Біла Орда) та був ближче до столиці Монгольської імперії — Каракоруму.
Разом з тим Орду Іхен отримав частину старого улусу Бату — уздовж річки Сирдар'я. Втім невдовзі стикнувся з намірами Бату посилити вплив у лівому крилі, 1243 року Орда-Іхен поступився братові Шибану володіннями на північному заході (біля річки Яїк) та сході (північ Семиріччя), якими щоправда володів номінально. Також погодився визнати Мангишлак за ще одним з братів — Тука-Тимуром.
До кінця панування Орда Іхена його влада зосередилася переважно у власних володінням, що отримали назву Улус Орда-Іхена. Втім він зумів зміцнити тут свою владу й спокійно передати синові Кун Кирану. Правління останнього не було відзначено важливими політичними подіями і найчастіше розцінюється як спокійне. 1280 року вдалося встановити зверхність над улусом Шибана, а згодом приєднати західну і північну його частину. Втім фактично там залишилася влада Шибанідів, що панували над власними юртами, номінально підпорядковуючись улусу Орда-Іхена. Тоді ж столицю перенесено до Сигнаку.
Традиція спокійної передачі влади та мирного співіснування з сусідами тривала за панування наступного володаря — Конши-хана, наслідком чого стало посилення самостійності улуса і Білої Орди. Після смерті того у 1302 році починається запекла боротьба за владу, в яку втрутився Токта, хан Золотої Орди, поставивши на чолі улуса Баяна.
Баян уклав союз з імперією Юань, чим спровокував початок війни проти себе з боку Хайду, фактичного правителя Чагатайського улуса. Тривала війна призвела у 1308 році до розпаду улуса на 3 частини, вона завершилася у 1320 році. При цьому суттєво підірвала економічну та військову міць улуса. Разом з тим посилилася залежність від Золотої Орди.
У 1320/1321 році за підтримки золотоординського хана Узбека онук Баяна — Ерзен-хан відновив єдність улусу. Натомість вимушен був перейти в іслам та почати процес ісламізації населення. Вправна політика сприяла відновленню господарства та військової сили.
1340 року наступний хан Мубарак-Ходжа спробував відновити незалежність улуса, але зазнав поразки. Втім вів боротьбу до 1344 року. Але Золота Орда знову встановила зверхність на улусом Орда-Іхена. За панування наступного хана Шимтая відбувається нове відродження улусу. Водночас відбувається розпад улуса, зокрема відокремлюються Ногайська орда і Сигнакський улус.
За часів хана Уруса відбувається активне втручання у справи Золотої Орди, де з 1359 року відбувається боротьба за владу. Улус Орда-Іхена стає знову незалежним. Але Урус вимушен був до 1367 року придушувати заколоти родичів — Шибанідів та Тукатимуридів. За цим встановлює владу на середньою течією річки Сирдар'я та пониззям Яїка. 1372 року Урус стає ханом Золотої Орди, започаткувавши період, коли представники східного (лівого крила) ставали золотоординськими ханами.
1377 року до улусу вдерся Тохтамиш, що отримав допомогу чагатайського аміра Тимура. В цій кампанії Урус помирає, а більшість улусу до 1378 року захоплює Тохтамиш. Проте східні землі були зайнято Камар ад-Дін-ханом, володарем Могулістану.

## Територія і населення
Спочатку кордоном між улусом Орда-Іхена і першим улусом Бату були міста Ясси, Сауран, Узгенд, Аркук. При цьому населення улуса було розділено навпіл.
Межею на заході були гори Мугоджари, на півночі сибірські ліси, на сході — річка Іртиш, на півдні Сирдар'я та озеро Балхаш. Після об'єднання з улусом Шибана кордоном на заході стала річка Яїк.
Мешканці улуса складалися переважно з кочівників різного походження, переважно тюркського та монгольського, і були організовані в племена і роди.

## Устрій
На відміну від правителів улусів Золотої Орди володарі улуса Орда Іхена мали титул хана і тривалий час вважалися рівноцінними ханам Золотої Орди. З 1330-х років (в деякими перервами) вони карбували власні монети. Улус поділявся на Сигнакський, «Старший», Східний (Іртиський), Сарайчицький тумени.

### Хани
- Орда Іхен (1242—1251)
- Кун Киран (1251—1280)
- Конши-хан (1280—1302)
- Баян (1302—1309)
- Куштай (1308—1310/1311)
- Мангитай (1309—1320/1321)
- Саси-Бука (1309—1320/1321)
- Ерзен-хан (1320/1321-1337/1338)
- Мубарак-Ходжа (1337/1338—1344)
- Шимтай-хан (1344—1360)
- Урус-хан (1369—1377)
- Токтакія (1377)
- Темір-Мелик (1377—1378)